# Philippe Petit-Radel
Pour les articles homonymes, voir Petit-Radel.
Philippe Petit-Radel (né à Paris le 7 février 1749 où il est mort le 30 novembre 1815) est un chirurgien et littérateur français, frère de Louis Charles François Petit-Radel et de Louis François Petit-Radel.

## Biographie
Après avoir fait ses études au Val de Grâce, il est reçu docteur le 24 septembre 1781, il obtient tout d'abord un poste de chirurgien aide-major des Invalides. Puis il part comme chirurgien-major pour les Indes orientales où il séjourne pendant trois ans à Surate.  De retour en Europe, il séjourne à Reims puis revient à Paris pour devenir en 1782 docteur de la Faculté de médecine de Paris, puis la même année, titulaire de la chaire de chirurgie.
À la suite de la journée du 10 août 1792, il se réfugie à Bordeaux où il donne des cours. Cependant craignant l'instabilité politique, il s'embarque en juin 1793 pour les Indes orientales. Il vit deux ans à l'Île Bourbon, puis passe en Amérique pour revenir en France vers 1797-1798.
Il est alors nommé professeur de clinique chirurgicale à l’École de Médecine de Paris. Avec Daniel de La Roche (es), père de François-Étienne de La Roche, il assumera la rédaction des deux volumes consacrés à la Chirurgie par l'Encyclopédie méthodique.
Il meurt en 1815 d'un squirrhe de l'estomac.

## Œuvres
- Essai sur le lait, considéré médicinalement sous ses différens aspects : ou histoire de ce qui a rapport à ce fluide chez les femmes, les enfans & les adultes, soit qu'on le regarde comme cause de maladie, comme aliment, ou comme médicament, chez l'auteur, chez Boudet, 1786, 34 p. (lire en ligne)
- Amores, Molini, 1796 (lire en ligne)
- Érotopsie, ou coup d’œil sur la poésie érotique, 1802 (lire en ligne)
- Callimachus, Hymnes de Callimaque le Cyrénéen, traduits du grec en vers latins, de même mesure que ceux de l'original, avec la version française, le texte et des notes, par M. Petit Radel, Agasse, 1808 (lire en ligne)
- Voyage historique, chronologique et philosophique dans les principales villes de l'Italie et 1811 et 1812, Chanson-Didot, 1815 (lire en ligne)